# Nodulo mammario
Il nodulo mammario è la più frequente lesione della mammella riscontrabile alla palpazione o all'autoesame della mammella; deve essere sempre oggetto di accertamenti, per escludere la sua natura cancerosa.

## Eziologia
Le cause più frequenti sono:
-mastopatia fibrocistica, espressione utilizzata per definire una serie di lesioni mammarie benigne come la fibrosi, l'adenosi, le cisti;
-fibroadenoma, tumore benigno della mammella solitamente ben identificabile dalle indagini clinico-strumentali;
-altre formazioni benigne.
Talvolta, anche se molto più raramente, la presenza di un nodulo mammario è indice di tumore maligno (solitamente un carcinoma). In questo caso il nodulo ha spesso consistenza dura ed è poco mobile alla palpazione. Nei casi più avanzati si osserva la retrazione cutanea.

## Epidemiologia
Di solito la mastopatia fibrocistica, che colpisce principalmente le donne tra i 30 e i 50 anni induce la formazione di noduli in una o entrambe le mammelle e il loro indolenzimento nella settimana precedente le mestruazioni.
Un altro tipo frequente si riscontra soprattutto nelle donne giovani e di solito, consiste in un nodulo chiamato fibroadenoma. Questa neoformazione è benigna, generalmente rotonda, di consistenza gommosa, non è dolorosa e può essere spostata sotto la pelle con la punta delle dita.
Esistono inoltre forme più rare di nodulo al seno; lipoma, il cancro della mammella, il papilloma intaduttale e il cistosarcoma filloide. Queste forme tumorali se non curate possono divenire maligne.

## Esami
Esami come la visita senologica, la mammografia e l'ecografia sono fondamentali per poter caratterizzare un nodulo mammario. Nella maggior parte dei casi si tratta di formazione benigne che quindi richiedono solo un controllo mammografico e/o ecografico a distanza di tempo. In caso di sospetto la paziente viene solitamente avviata a percorso diagnostico tramite esami più approfonditi, come la risonanza magnetica mammaria, la mammografia con mezzo di contrasto e la biopsia. Quest'ultimo è l'unico esame che può confermare l'eventuale malignità di una neoformazione e quindi, sulla base dei parametri, predisporre il programma di cura.

## Terapia
Se i noduli provocano fastidio è possibile drenarli con un semplice intervento ambulatoriale (se sono pieni di liquido) o asportarli chirurgicamente (se sono fibrosi). I fibroadenomi, i papillomi intaduttali e il cistosarcoma filloide vengono solitamente asportati perché potrebbero degenerare. In genere anche i lipomi, tranne quelli molto piccoli vengono asportati. Il trattamento dei tumori maligni prevede diversi tipi di intervento (v. seno, cancro della mammella).